# ドリームアライアンス
ドリームアライアンス（英: Dream Alliance、2001年3月23日 - 2023年4月29日）は、イギリスで生産され、調教されたサラブレッドの競走馬である。ウェールズの田舎町の労働者たちが市民農園で生産し、組合を作って馬主となり、困難を乗り越えてイギリスの障害競走の中でも特に高名な競走の一つで優勝した。ドリームアライアンスを取り巻く奇跡的な物語は、2度にわたって映画化されている。

## 素性
ドリームアライアンスの馬主は、アライアンス・パートナーシップというウェールズ南部ブラックウッドの旧炭鉱町で労働者達が結成した組合である。その中心人物ジャネット・ヴォークス（Janet Vokes）は、食料雑貨店の清掃係とパブのバーテンダーの仕事を掛け持ちしていたが、ある日勤め先のパブで常連客の一人、元税理士のハワード・デーヴィス（Howard Davies）がかつて共同馬主をしていたときの話を小耳にはさんだ。デーヴィスはそのとき大損をしたという話だったが、ジャネットは強い関心を抱き、競走馬を生産することを決意した。ジャネットは、夫ブライアン（Brian Vokes）を巻き込み、また、それまで優秀な犬（ウィペット）やレース鳩を生産したことはあったが、馬といえばブライアンが所有していたウェルシュ・コッブの駄馬しか知らず、競馬の知識もほとんどなかったので、デーヴィスを口説き落として協力してもらった。
ジャネットたちはまず、繁殖牝馬を探した。ウェールズ西部のラネリを訪ね、ルベル（Rewbell）という繁殖牝馬が1,000ポンドで売られているのをみつけた。ルベルは、競走成績にみるべきものもなく、乗り手を振り落とそうとする気性の荒さのため、安価で売られていたが、有刺鉄線による大きな外傷があったため更に値切って、ジャネットらは350ポンドで購入した。
ジャネットはデーヴィスに、特に組合馬主の設立と運営についての知恵を求めた。デーヴィスは、会員が毎週10ポンドずつ負担することで競走馬の管理費用を賄う仕組みを提案した。ジャネットは、パブに広告を掲示し、知人・隣人を勧誘して、地元の労働者ら23人からなる馬主組合を結成した。
ルベルに種付けする種牡馬には、ビエンビエンが選ばれた。実績ではなく、予算で種付け料を支払える範囲の種牡馬が、ビエンビエンであるという理由だった。そして2001年の3月、ルベルはひょろっとした栗毛の牡馬を出産し、その馬が後にドリームアライアンスと名付けられた。
ドリームアライアンスは、ジャネットが自治体から借りていた、クブン・フォレストの元ぼた山の市民農園（アロットメント）で生まれ育った。3歳になったドリームアライアンスは、競走馬となるべく、サマセットに厩舎を構えていた調教師フィリップ・ホッブズの許に入厩した。

## 競走生活
ドリームアライアンスは、2004年11月にニューベリーのナショナルハントフラット競走で初出走を迎え、4着と期待の持てる走りをみせた。その後、去勢して1年近い休養を挟み、2着、3着と続けて入着、4戦目にチェプストーの障害競走（ハードル）で初勝利をあげた。その後も度々好走し、2007年12月にはニューベリーの重賞ヘネシー金杯で、デンマンの2着に入り、一流馬とも伍せることを示す。
しかし翌年、エイントリーのグランドナショナル開催で準重賞に出走した際に、ドリームアライアンスは後肢の蹄鉄を前肢の後ろにぶつけ、屈腱を切断する大怪我を負ってしまう。そのまま安楽死処分になってもおかしくない程の故障であったが、騎手のとっさの判断で、それ以上の傷の悪化は防がれ、処分されずに獣医学校へ搬送された。それでも、脚に障害を抱えることは免れないと思われたが、回復の可能性がある治療法として、幹細胞を用いた先進的な手術が提案された。手術には2万ポンドの費用がかかり、それが成功しても競走馬としては再起できない可能性が高いとみられたが、馬主組合は手術をすることに同意した。そして、手術は成功し、15ヶ月に及ぶ治療とリハビリテーションの末に、ドリームアライアンスは競馬に復帰した。
2009年11月、チェプストーでの復帰初戦で2着に入ると、大幅に良化した次走ウェルシュナショナルでは、人気薄ながら1番人気馬や2年前の勝ち馬を退け、2着に4分の3馬身差を付けて優勝した。翌年はグランドナショナルに出走し、注目を集めたが、競馬そのものは競走中に鼻出血を発症し、競走中止で終わった。
ドリームアライアンスはその後も現役を続行するが、再び入着を果たすことなく、2012年5月に現役を引退した。通算成績は30戦5勝2着4回、獲得賞金は138,646ポンドであった。組合の会員達は、最終的に1,400ポンドの配当を手にした。

## 引退後
ジャネット・ヴォークスは、引退後のドリームアライアンスを引き取り、クブン・フォレストの貸農園に繋養することを望んでいたが、組合はサマセットのトーントンで繋養することに決め、ドリームアライアンスは同地で元担当厩務員の世話を受けて余生を送った。
2015年、ドリームアライアンスの関係者を題材にしたルイーズ・オズモンド監督のドキュメンタリー映画『ダーク・ホース』（原題: “Dark Horse: The Incredible True Story of Dream Alliance”）が制作された。この映画は、同年のサンダンス映画祭で初上映され、ワールドシネマ・ドキュメンタリー部門の観客賞を受賞した。2020年には、ドリームアライアンスの実話を基にしたフィクションの映画『ドリーム・ホース』が制作され、こちらもサンダンス映画祭に招待された。『ドリーム・ホース』は、新型コロナウイルス感染症の影響で、1年以上の延期を経て2021年に劇場公開された。
2023年4月29日、同日に繋養先で死亡したことが発表された。22歳没。

## 血統表
| ドリームアライアンスの血統 | ドリームアライアンスの血統   | ドリームアライアンスの血統 | （血統表の出典） | （血統表の出典） |
| 父系                       | リファール系                 | リファール系               | リファール系     | [ § 2 ]          |
| 父 Bien Bien 1989 栗毛     | 父の父Manila 1983 鹿毛       | Lyphard                    | Northern Dancer  | Northern Dancer  |
| 父 Bien Bien 1989 栗毛     | 父の父Manila 1983 鹿毛       | Lyphard                    | Goofed           |                  |
| 父 Bien Bien 1989 栗毛     | 父の父Manila 1983 鹿毛       | Donna Ysidra               | Le Fabuleux      | Le Fabuleux      |
| 父 Bien Bien 1989 栗毛     | 父の父Manila 1983 鹿毛       | Donna Ysidra               | Matriarch        |                  |
| 父 Bien Bien 1989 栗毛     | 父の母Stark Winter 1973 栗毛 | Graustark                  | Ribot            | Ribot            |
| 父 Bien Bien 1989 栗毛     | 父の母Stark Winter 1973 栗毛 | Graustark                  | Flower Bowl      |                  |
| 父 Bien Bien 1989 栗毛     | 父の母Stark Winter 1973 栗毛 | Winter Wren                | Princequillo     | Princequillo     |
| 父 Bien Bien 1989 栗毛     | 父の母Stark Winter 1973 栗毛 | Winter Wren                | Flight Bird      |                  |
| 母 Rewbell 1986 栗毛       | 母の父Andy Rew 1973 鹿毛     | Lear Jet                   | King's Troop     | King's Troop     |
| 母 Rewbell 1986 栗毛       | 母の父Andy Rew 1973 鹿毛     | Lear Jet                   | Forestelle       |                  |
| 母 Rewbell 1986 栗毛       | 母の父Andy Rew 1973 鹿毛     | Chantel-Gold               | Chantelsey       | Chantelsey       |
| 母 Rewbell 1986 栗毛       | 母の父Andy Rew 1973 鹿毛     | Chantel-Gold               | Ghader           |                  |
| 母 Rewbell 1986 栗毛       | 母の母Miss Bell 1976 栗毛    | Young Christopher          | Royal Palm       | Royal Palm       |
| 母 Rewbell 1986 栗毛       | 母の母Miss Bell 1976 栗毛    | Young Christopher          | Halpin's Hill    |                  |
| 母 Rewbell 1986 栗毛       | 母の母Miss Bell 1976 栗毛    | Boonah                     | Haris            | Haris            |
| 母 Rewbell 1986 栗毛       | 母の母Miss Bell 1976 栗毛    | Boonah                     | Christmas Creek  |                  |
| 母系(F-No.)                | (FN:9-e)                     | (FN:9-e)                   | (FN:9-e)         | [ § 3 ]          |
| 5代内の近親交配            | なし                         | なし                       | なし             | [ § 4 ]          |
| 出典                       | 1. 2. 3. 4.                  | 1. 2. 3. 4.                | 1. 2. 3. 4.      | 1. 2. 3. 4.      |